# Fabrizio Mordente
Fabrizio Mordente (* 1532 in Salerno; † um 1608) war ein italienischer Mathematiker. Er wurde berühmt für seine Erfindung eines Achtspitzenzirkels, der kleinste Gradeinteilungen ermöglichte.

## Leben
Er bereiste lange die Mittelmeerländer und Mitteleuropa. 1567 ließ er in Venedig ein Traktat über seine Erfindung drucken, das er Daniele Barbaro widmete. Um 1572 begab er sich an den Hof Maximilians II. und ab 1578 stand er in Prag im Dienst von Rudolf II. Diesem Kaiser widmete er eine weitere Schrift über den Zirkel, der in Antwerpen um 1584 gedruckt wurde. Hier lernte er Michel Coignet (1549–1623), der sich später in mehreren Schriften mit der Erfindung von Mordente auseinandersetzte, kennen. Entscheidend war auch seine Begegnung mit Giordano Bruno, der bei ihm Überlegungen über eine kleinste mögliche messbare Einheit anregte.
Um 1591 übergab er, in Dienste Alessandro Farneses, die endgültige Version seines Zirkels dem Druck. Die Genauigkeit der astronomischen Messungen wurde damit wesentlich verbessert und verschiedenste praktische mathematische Operationen ermöglicht.

## Der „Proportionszirkel“
Fabrizio Mordentes wesentliche Erfindung ist der von ihm als compasso proporzionale a otto punte (Proportionszirkel mit acht Spitzen) bezeichnete Zirkel. Er ermöglichte die Messung von Kreisumfang, Kreisfläche und Winkelbogenmaßen mit bisher unerreichter Genauigkeit.

## Der Streit mit Giordano Bruno
Die ersten zwei Dialoge, die Bruno 1586 verfasste – Mordentius und De Mordenti circino –, hatten die Absicht, den Proportionszirkel der wissenschaftlichen Öffentlichkeit darzulegen (Mordente selbst beherrschte kein Latein). Er bezog sich auf Mordentes eigene Publikation, ein in Paris gedrucktes Blatt – es erklärte die Funktionen des Zirkels – und das erste Werk Mordentes selbst, das in Obhut seines Bruders Gaspare 1584 in Antwerpen veröffentlicht wurde.
Insomnium von Giordano Bruno brüskierte den Erfinder Fabrizio Mordente zutiefst, weil Giordano Bruno die Möglichkeiten seines Proportionszirkels für „antiaristotelische philosophische Betrachtungen“ missbraucht haben sollte. Mordente deutete die Publikation Brunos als ideologische Propaganda. Aus einem Briefwechsel zwischen dem Corbinelli und Gian Vincenzo Pinelli erfährt man, dass Fabrizio Mordente alle Kopien aufkaufte und vernichtete.
Die Reaktion Giordano Brunos war die Herausgabe der Schmähschriften Idiota triumphans und De somnii interpretatione im Juni 1586, vor seiner Abreise aus Paris.

## Schriften
- Gasparo Mordente (Hrsg.): Il compasso del signor Fabritio Mordente. Con altri istromenti mathematici, ritrovati da Gasparo suo fratello. Christophe Plantin, Antwerpen 1584, neu hrsg. von Filippo Camerota, Il compasso di Fabrizio Mordente: per la storia del compasso di proporzione, Olschki, Florenz 2000 (= Biblioteca di Nuncius, 37), ISBN 88-222-4853-8
- Il compasso, & figura ...con li quali duoi mezzi si possono fare un gran numero di mirabili effetti, al tutto necessarj all'arte, imitatrice della natura. Jean Le Clerc, Paris, 20. März 1585 [Einblattdruck]
- La quadratura del cerchio, la scienza de' residui, il compasso et rigo, di Fabritio et di Gasparo Mordente fratelli. Philippus Galle, Anvers 1591
- Le propositioni di Fabritio Mordente salernitano mathematico della sacra ces.a m.ta dell'imperatore Rudolfo II Mediante le quali da hora inanzi si può sapere, come da numero, à numero, la proportione, ch'è fra qual si uoglia due date specie di quantità continue. Antonio Giamin, Rom 1598